# Constantia Eriksdotter
Constantia Eriksdotter (1560 – 1649) byla nelegitimní dcerou švédského krále Erika XIV. a Agdy Persdotter. Byla přezdívána jako "Královna Tivedenu."

## Život
Constantia spolu se svou sestrou Virginií byly matce odebrány v roce 1561, kdy byla provdána. Tento krok byl však ilegální, jelikož matce nesmělo být odebráno dítě do doby, kdy nedosáhne alespoň tří let věku. Obě dcery byly umístěny do dvora princezny Cecilie Švédské, poté v roce 1564 do dvora princezny Alžběty Švédské a nakonec k samotné královně Karin Månsdotter. V roce 1573 navštívila Constantia svého sesazeného otce ve vězení a nejspíše tak byla posledním členem rodiny, který krále Erika viděl naživu.
Dne 13. ledna 1594 byla provdána za anglického šlechtice Henryho Frankelina, dvořana jejího strýce Karla IX. Ve stejném roce jí její bratranec Zikmund III. Vasa daroval devět statků ve Väne a Bohuslän. V roce 1595 získala statek Bocksjö Manor v Tivedenu ve Västergötland, který si vybrala za svou rezidenci. Po ovdovění v roce 1610 žila převážně v Odenfors. Zemřela v Östergötlandu v roce 1649 a byla pohřbena vedle svého manžela v kostele v Undenäs.

## Potomstvo
Constantia měla se svým manželem celkem 4 děti, 2 syny a 2 dcery:
1. Carl Frankelin († 1631)
2. Johan Frankelin
3. Maria Catharina Frankelin († 1661)
4. Elisabet Frankelin († 1655)